# Hagécourt
Hagécourt est une commune française située dans le département des Vosges, en région Grand Est.
Ses habitants sont appelés les Hagécurtiens.

### Localisation

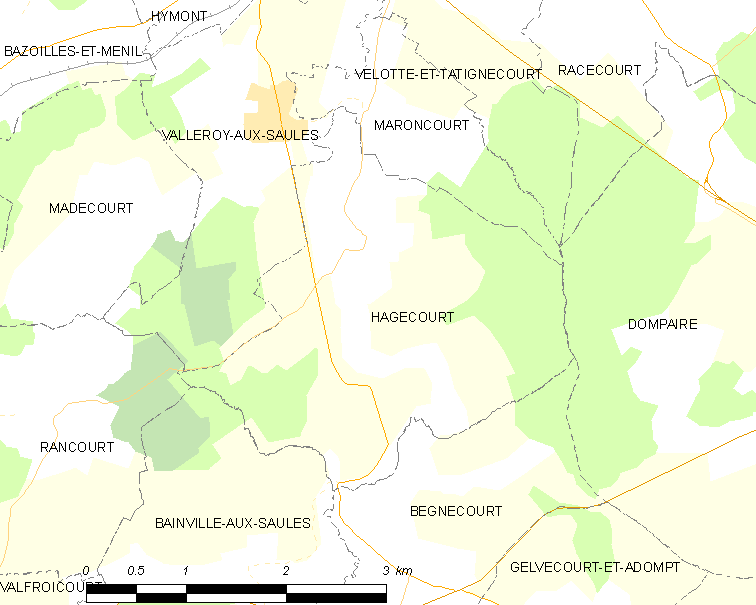
Situation géographique de Hagécourt.

## Géographie

### Géologie et relief
La commune se compose de 554,82 hectares de territoires agricoles (72,72 %) et 208,17 hectares de forêts et milieux semi-naturels (27,28 %).
Espaces naturels :
- Deux zones naturelles d'intérêt écologique, faunistique et floristique (Znieff) :

Forêt du Grand bois à Dompaire.
Vergers de Mirecourt.

### Hydrographie et les eaux souterraines
Hydrogéologie et climatologie : Système d’information pour la gestion des eaux souterraines du bassin Rhin-Meuse :
Territoire communal : Occupation du sol (Corinne Land Cover); Cours d'eau (BD Carthage),.
Géologie : Carte géologique; Coupes géologiques et techniques,.
Hydrogéologie : Masses d'eau souterraine; BD Lisa; Cartes piézométriques..

#### Réseau hydrographique
La commune est située dans le bassin versant du Rhin au sein du bassin Rhin-Meuse. Elle est drainée par le Madon, le ruisseau le Peut Ru et le ruisseau l'Imbarupt,.
Le Madon, d'une longueur totale de 96,9 km, prend sa source dans la commune de Vioménil et se jette dans la Moselle à Pont-Saint-Vincent, après avoir traversé 47 communes.

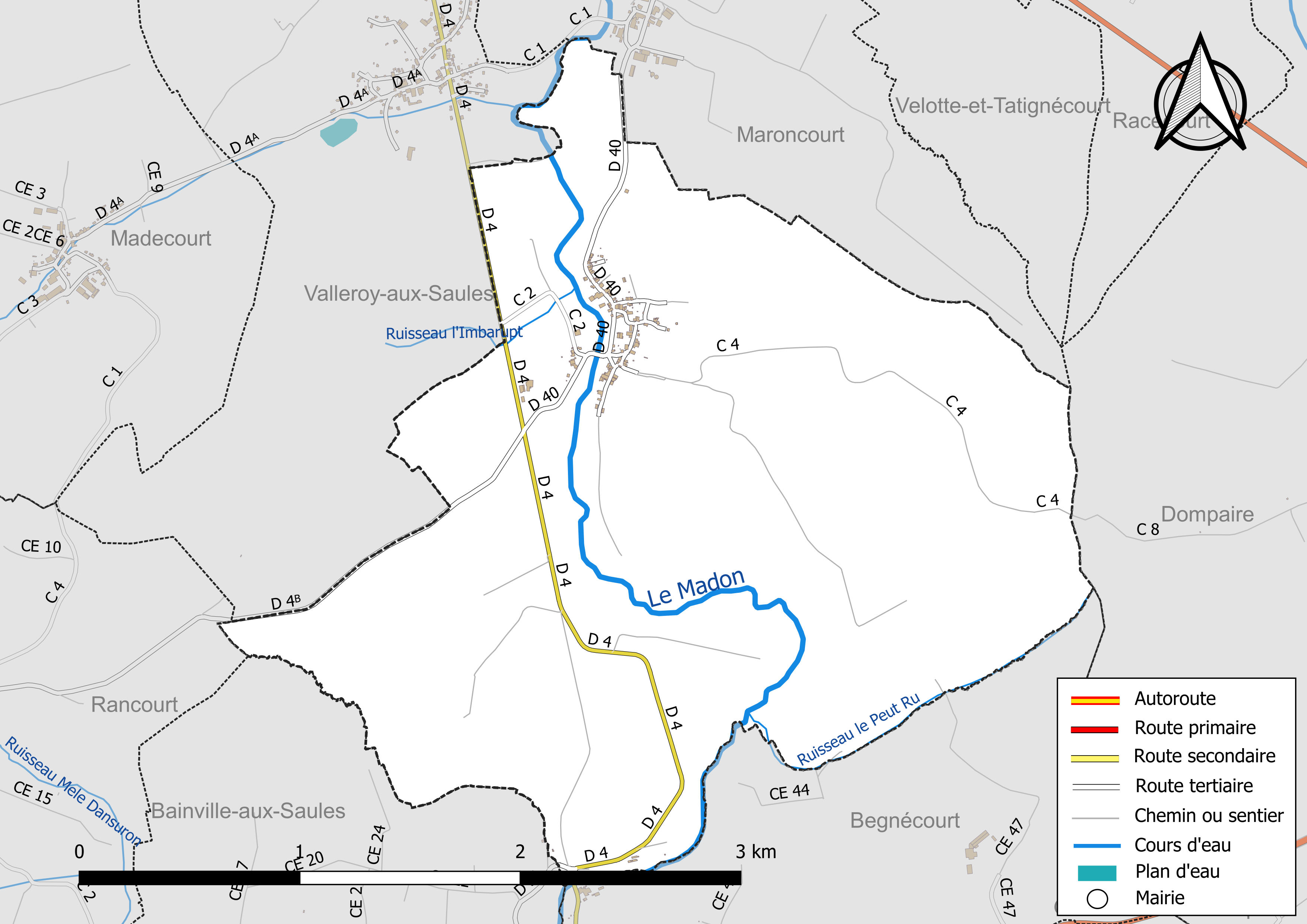
Réseaux hydrographique et routier d'Hagécourt.

#### Gestion et qualité des eaux
Le territoire communal est couvert par le schéma d'aménagement et de gestion des eaux (SAGE) « Nappe des Grès du Trias Inférieur ». Ce document de planification, dont le territoire comprend le périmètre de la zone de répartition des eaux de la nappe des Grès du trias inférieur (GTI), d'une superficie de 1 497 km2,  est en cours d'élaboration. L’objectif poursuivi est de stabiliser les niveaux piézométriques de la nappe des GTI et atteindre l'équilibre entre les prélèvements et la capacité de recharge de la nappe. Il doit être cohérent avec les objectifs de qualité définis dans les SDAGE Rhin-Meuse et Rhône-Méditerranée. La structure porteuse de l'élaboration et de la mise en œuvre est le conseil départemental des Vosges.
La qualité des eaux de baignade et des cours d’eau peut être consultée sur un site dédié géré par les agences de l’eau et l’Agence française pour la biodiversité. 

### Climat
Pour des articles plus généraux, voir Climat du Grand Est et Climat des Vosges.
En 2010, le climat de la commune est de type climat des marges montargnardes, selon une étude du Centre national de la recherche scientifique s'appuyant sur une série de données couvrant la période 1971-2000. En 2020, Météo-France publie une typologie des climats de la France métropolitaine dans laquelle la commune est dans une zone de transition entre le climat océanique altéré et le climat océanique altéré et est dans la région climatique  Lorraine, plateau de Langres, Morvan, caractérisée par un hiver rude (1,5 °C), des vents modérés et des brouillards fréquents en automne et hiver. 
Pour la période 1971-2000, la température annuelle moyenne est de 9,7 °C, avec une amplitude thermique annuelle de 17 °C. Le cumul annuel moyen de précipitations est de 908 mm, avec 12,6 jours de précipitations en janvier et 9,7 jours en juillet. Pour la période 1991-2020, la température moyenne annuelle observée sur la station météorologique de Météo-France la plus proche, « Mirecourt-inra », sur la commune de Mirecourt à 7 km à vol d'oiseau, est de 10,4 °C et le cumul annuel moyen de précipitations est de 824,3 mm. 
La température maximale relevée sur cette station est de 39,5 °C, atteinte le 25 juillet 2019 ; la température minimale est de −19,5 °C, atteinte le 20 décembre 2009,,. 
Les paramètres climatiques de la commune ont été estimés pour le milieu du siècle (2041-2070) selon différents scénarios d'émission de gaz à effet de serre à partir des nouvelles projections climatiques de référence DRIAS-2020. Ils sont consultables sur un site dédié publié par Météo-France en novembre 2022.

## Urbanisme

### Typologie
Au 1er janvier 2024, Hagécourt est catégorisée commune rurale à habitat dispersé, selon la nouvelle grille communale de densité à sept niveaux définie par l'Insee en 2022.
Elle est située hors unité urbaine et hors attraction des villes,.

### Occupation des sols
L'occupation des sols de la commune, telle qu'elle ressort de la base de données européenne d’occupation biophysique des sols Corine Land Cover (CLC), est marquée par l'importance des territoires agricoles (72,7 % en 2018), une proportion identique à celle de 1990 (72,7 %). La répartition détaillée en 2018 est la suivante : 
terres arables (45 %), prairies (27,7 %), forêts (27,3 %). L'évolution de l’occupation des sols de la commune et de ses infrastructures peut être observée sur les différentes représentations cartographiques du territoire : la carte de Cassini (XVIIIe siècle), la carte d'état-major (1820-1866) et les cartes ou photos aériennes de l'IGN pour la période actuelle (1950 à aujourd'hui).

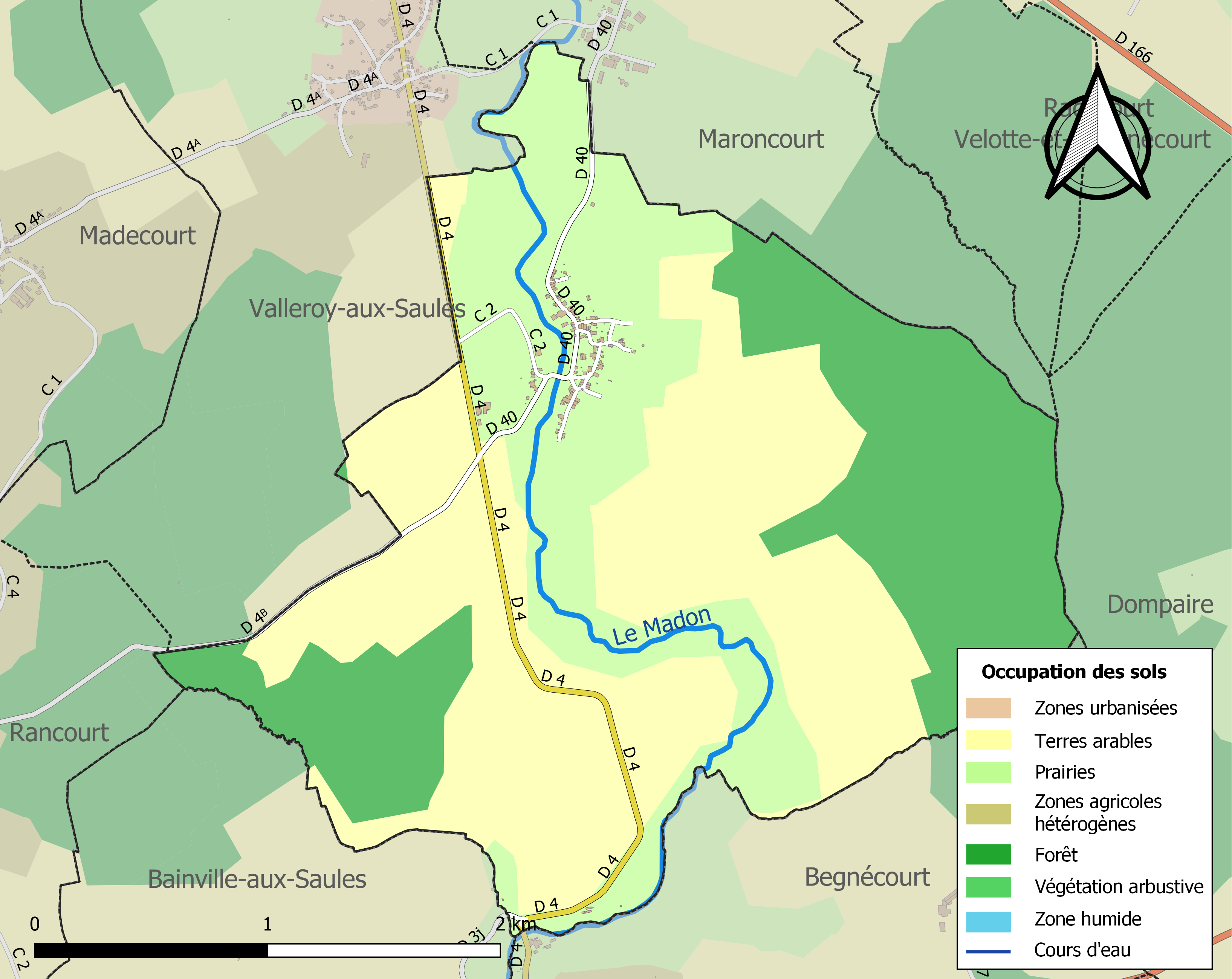
Carte des infrastructures et de l'occupation des sols de la commune en 2018 (CLC).

### Voies de communications et transports

#### Voies routières
- A31 (aussi appelée autoroute de Lorraine-Bourgogne). Échangeurs Châtenois, Bulgnéville.

#### Transports en commun
- Fluo Grand Est.

#### Lignes SNCF
- Gare de Châtel - Nomexy
- Gare de Vittel
- Gare deCharmes

#### Transports aériens
- Aéroport d'Épinal-Mirecourt « Vosges Aéroport ».

À partir de l'été 2021, l’aéroport d’Épinal-Mirecourt devient le pélicandrome de la Zone Est et servira ainsi de base de ravitaillement et d’intervention pour les avions bombardiers d’eau Q Series ou de Havilland Canada DHC-8, aussi connu sous le nom de Dash 8.

## Toponymie
Le nom de la localité est attesté sous les formes T. de Hagericurte (Xe siècle) ; Hagecort (1274) ; Curatus de Hagecuria (1295) ; Hageicours (1295) ; Hagecours (1295) ; Haygeicours (XIIIe siècle) ; Haigeicourt (1317) ; Haigecourt (1318) ; Hagiecourt (1348) ; Haigecors (XIVe siècle) ; Haigiecourt (1421) ; « Le ban de Haigiecourt et de Walleret au Salces » (1457) ; Hagecort (1491) ; Hagiecour (1656) ; Haincourt (XVIIe siècle) ; Agécourt (1751).

Attesté à partir du Xe siècle, la forme T. de Hagericurte indique que Hagécourt est certainement apparu lors de la vague de peuplement entre le VIIe et le IXe siècles ap. J.-C. (Paul Marichal 1941).

## Histoire
Hagécourt appartenait par indivis au duc de Lorraine  et au grand chancelier du chapitre de Remiremont. Comme dépendance du duc, le village relevait de la mairie de Velotte ; comme dépendance du chapitre, il formait avec Maroncourt un ban particulier. Les habitants d’Hagécourt et ceux des villages dépendant de la mairie de Villotte, Madecourt, Valleroy, Maroncourt, Mazirot payaient au duc de Lorraine dix-huit petits florins de taille annuelle. Placés dans la juridiction des prévôts de Dompaire et Remoncourt, ils en furent soustraits à une date inconnue par Louis, marquis du Pont, et placés sous celle des gouverneurs et receveurs du bailliage des Vosges.
Parmi les seigneurs voués qui tinrent du duc de Lorraine et du chapitre de Remiremont cette seigneurie, se trouvent Jean des Porcellets de Maillame (XVIe siècle), les sieurs de Bernier, Voillot, de Livron (XVIIe siècle), de Baillivry et des Pilliers (XVIIIe siècle).
Hagécourt relevait du bailliage de Darney. De 1790 à l’an IX, Hagécourt a fait partie du canton de Valfroicourt. La mairie a été construite en 1883, l’école des garçons en 1846, celle des filles en 1818. Son église, dédiée à saint Hilaire, relevait du chapitre de Remiremont qui percevait les deux tiers des dîmes. Valleroy-aux-Saules était annexe d’Hagécourt. Au XVIIIe siècle, l’église était dans le ressort du diocèse de Saint-Dié, doyenné de Jorxey. Elle paraît dater du XIVe siècle.

## Politique et administration

### Découpage territorial
Par arrêté préfectoral du 15 septembre 2023, la commune est retirée le 1er janvier 2024 de l'arrondissement d'Épinal et rattachée à l'arrondissement de Neufchâteau.

### Liste des maires
| Période                                  | Période   | Identité         | Étiquette | Qualité    |
| ---------------------------------------- | --------- | ---------------- | --------- | ---------- |
| Les données manquantes sont à compléter. |           |                  |           |            |
| avant 1981                               |           | Jean Vilmin      |           |            |
| mars 2001                                | mars 2014 | Pierre Jacquot   |           |            |
| mars 2014                                | En cours  | Philippe Tissier |           | Technicien |

### Budget et fiscalité 2023

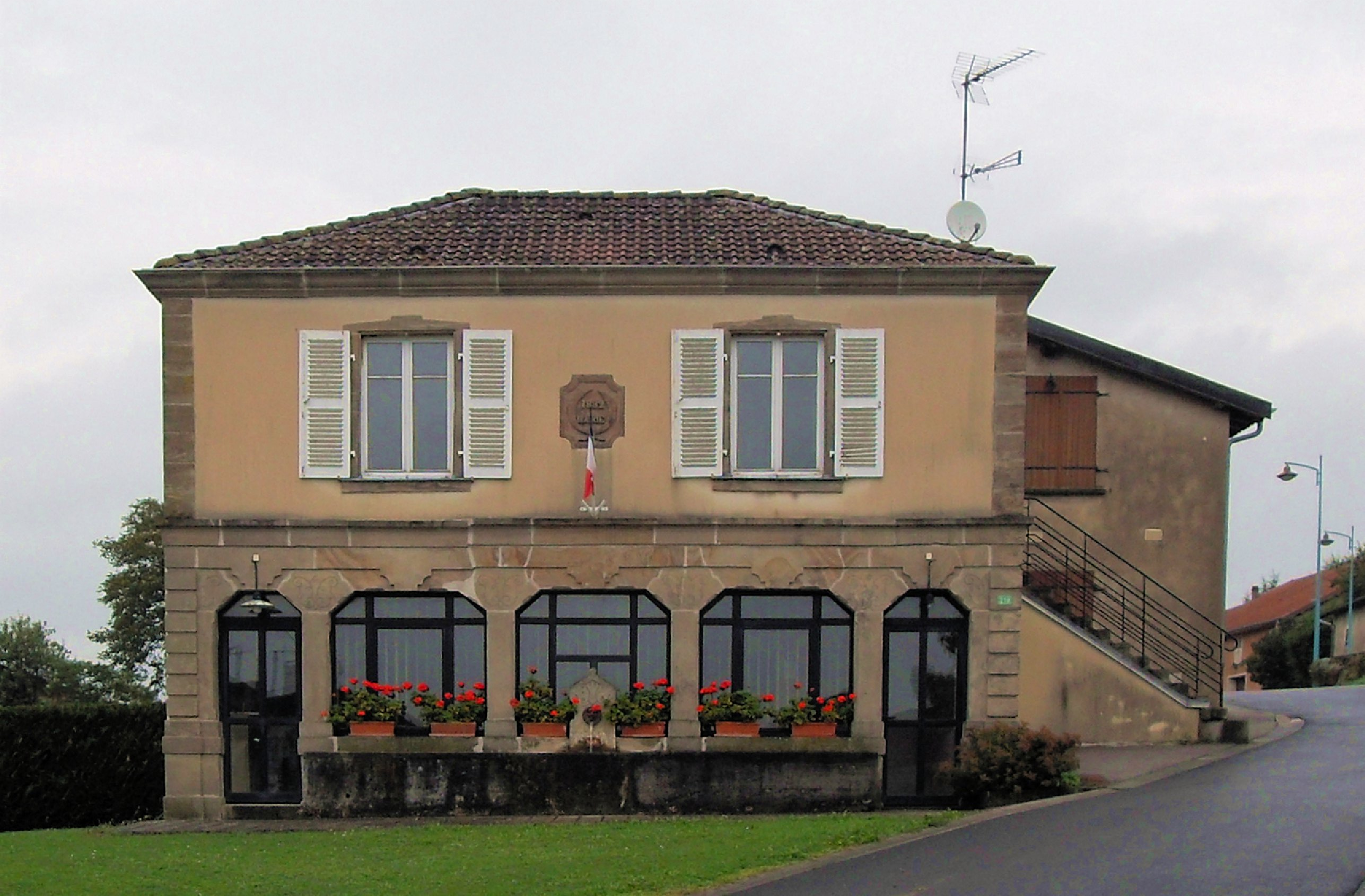
La mairie.

En 2023, le budget de la commune était constitué ainsi :
- total des produits de fonctionnement : 157 000 €, soit 1 196 € par habitant ;
- total des charges de fonctionnement : 92 000 €, soit 699 € par habitant ;
- total des ressources d'investissement : 25 000 €, soit 188 € par habitant ;
- total des emplois d'investissement : 21 000 €, soit 162 € par habitant ;
- endettement : 6 000 €, soit 43 € par habitant.

Avec les taux de fiscalité suivants :
- taxe d'habitation : 19,46 % ;
- taxe foncière sur les propriétés bâties : 38,66 % ;
- taxe foncière sur les propriétés non bâties : 13,66 % ;
- taxe additionnelle à la taxe foncière sur les propriétés non bâties : 0,00 % ;
- cotisation foncière des entreprises : 0,00 %.

Chiffres clés Revenus et pauvreté des ménages en 2021 : médiane en 2021 du revenu disponible, par unité de consommation : 25 570 €.

## Population et société

### Démographie

#### Évolution démographique
L'évolution du nombre d'habitants est connue à travers les recensements de la population effectués dans la commune depuis 1793. Pour les communes de moins de 10 000 habitants, une enquête de recensement portant sur toute la population est réalisée tous les cinq ans, les populations de référence des années intermédiaires étant quant à elles estimées par interpolation ou extrapolation. Pour la commune, le premier recensement exhaustif entrant dans le cadre du nouveau dispositif a été réalisé en 2008.

En 2022, la commune comptait 128 habitants, en évolution de +12,28 % par rapport à 2016 (Vosges : −2,96 %, France hors Mayotte : +2,11 %).
| 1793 | 1800 | 1806 | 1821 | 1831 | 1836 | 1841 | 1846 | 1856 |
| ---- | ---- | ---- | ---- | ---- | ---- | ---- | ---- | ---- |
| 260  | 256  | 318  | 361  | 369  | 392  | 391  | 395  | 337  |

| 1861 | 1866 | 1876 | 1881 | 1886 | 1891 | 1896 | 1901 | 1906 |
| ---- | ---- | ---- | ---- | ---- | ---- | ---- | ---- | ---- |
| 343  | 342  | 343  | 325  | 297  | 299  | 247  | 264  | 229  |

| 1911 | 1921 | 1926 | 1931 | 1936 | 1946 | 1954 | 1962 | 1968 |
| ---- | ---- | ---- | ---- | ---- | ---- | ---- | ---- | ---- |
| 240  | 208  | 202  | 189  | 169  | 142  | 121  | 114  | 110  |

| 1975 | 1982 | 1990 | 1999 | 2006 | 2008 | 2013 | 2018 | 2022 |
| ---- | ---- | ---- | ---- | ---- | ---- | ---- | ---- | ---- |
| 102  | 114  | 111  | 150  | 124  | 117  | 114  | 125  | 128  |

### Enseignement
Établissements d'enseignements :
- Écoles maternelles et primaires à Bainville-aux-Saules, Hymont, Dompaire, Mattaincourt, Remoncourt, Valfroicourt,  Madonne-et-Lamerey.
- Collèges à Dompaire, Mirecourt, Vittel, Charmes, Thaon-les-Vosges.
- Lycées à Mirecourt, Harol, Thaon-les-Vosges, Mandres-sur-Vair.

### Santé
Professionnels et établissements de santé :
- Médecins à Dompaire, Mattaincourt, Remoncourt, Mirecourt, Damas-et-Bettegney.
- Pharmacies à Dompaire, Mattaincourt, Remoncourt, Mirecourt, Lerrain, Girancourt, Vittel.
- Hôpitaux à Mattaincourt, Ville-sur-Illon, Mirecourt.

### Cultes
- Culte catholique, Paroisse Saint-Pierre-Fourier[35], Diocèse de Saint-Dié.

## Économie

### Entreprises et commerces
- Commerces et services de proximité[36].

## Culture locale et patrimoine

### Lieux et monuments
- L'église Saint-Hilaire[37] paraît dater du XIVe siècle[38],[39],[40].
- Patrimoine rural recensé par le service régional de l'Inventaire général du patrimoine culturel[41],[42],[43].
- Lavoir devant la mairie.
- Ancien moulin et scierie[44].
- Ancienne maison du bourrelier[45].
- Croix saint-Hilaire[46].
- Moulin d'Heucheloup[47].
- Monument aux morts[48],[49],[50].

### Héraldique, logotype et devise
Commune sans blason.

## Pour approfondir